# Verkhnie Likhobory (métro de Moscou)
Verkhnie Likhobory (en russe : Верхние Лихоборы et en anglais : Verkhniye Likhobory) est une station, de la ligne Lioublinsko-Dmitrovskaïa (ligne 10 verte), du métro de Moscou, située sur le territoire du raïon Zapadnoïe Degounino et de Beskoudnikovski dans le District administratif nord de Moscou.